# Lipiodol
Lipiodol (được dán nhãn Ethiodol ở Hoa Kỳ), còn được gọi là dầu ethiodized, là một loại dầu poppyseed được sử dụng bằng cách tiêm như một chất tương phản mờ đục được sử dụng để phác thảo các cấu trúc trong các nghiên cứu phóng xạ. Nó được sử dụng trong chemoembolization ứng dụng như một tác nhân tương phản trong hình ảnh theo dõi. Lipiodol cũng được sử dụng trong lymphangiography, các hình ảnh của hệ bạch huyết. Nó có một công dụng bổ sung trong điều trị giãn tĩnh mạch dạ dày như một chất pha loãng không ảnh hưởng đến quá trình trùng hợp của cyanoacrylate.
Gần đây đã có sự quan tâm ngày càng tăng trong việc sử dụng Lipiodol như một tác nhân trị liệu trong việc kiểm soát vô sinh không rõ nguyên nhân, sử dụng một quy trình gọi là rửa mặt Lipiodol. Đã có một số ít các nghiên cứu cho thấy rằng việc rửa các phương tiện truyền thông qua các ống mang lại sự gia tăng ngắn hạn về khả năng sinh sản ở những bệnh nhân bị vô sinh không rõ nguyên nhân. Một đánh giá có hệ thống đã gợi ý sự gia tăng đáng kể về khả năng sinh sản, đặc biệt là ở những phụ nữ bị lạc nội mạc tử cung khi sử dụng Lipiodol.
Trong lịch sử, Lipiodol thường được sử dụng như một phương tiện tương phản khi chụp hysterosalpingography (HSG: một thủ tục để xác định độ bền của ống dẫn trứng, được sử dụng trong điều tra vô sinh). Nó trở nên ít được sử dụng trong những năm 1960 đến 1980 bởi vì các phương tiện hòa tan trong nước hiện đại hơn cho hình ảnh dễ giải thích hơn. Ngoài ra còn có một vấn đề an toàn quan trọng với Lipiodol trong đó là sự xâm nhập (rò rỉ) chất lỏng vào hệ thống tĩnh mạch đã gây ra các biến chứng trong quá khứ.
Dầu ethiodized bao gồm iod kết hợp với este ethyl của axit béo của dầu poppyseed, chủ yếu là ethyl monoiodostearate và ethyl diiodostearate. Cấu trúc chính xác không được biết đến. Lipiodol lần đầu tiên được Marcel Guerbet tổng hợp tại Trường Dược Paris vào năm 1901. Trong lịch sử, Lipiodol là chất tương phản iod đầu tiên (được sử dụng để chụp tủy bởi hai bác sĩ người Pháp, Jacques Forestier và Jean Sicard vào năm 1921).
Lipiodol hiện chỉ được Guerbet sản xuất và bán ra thị trường kể từ khi Savage Laboratories ngừng sản xuất vào năm 2010 